# Западноокеански језици
Западноокеански језици су језички комплекс, чије постојање је први предложио Рос и једна од грана океанских језика.

## Класификација
Западноокеански језички комплекс се дели на:
- Северноновогвинејски језички комплекс
- Источноновогвинејски језички комплекс
- Мезомеланежански језички комплекс

Средиште из кога су се раширили ови језици смештено је у близини полуострва Вијомез, које се налази на северној обали острва Нова Британија.